# قبة يينا السماوية

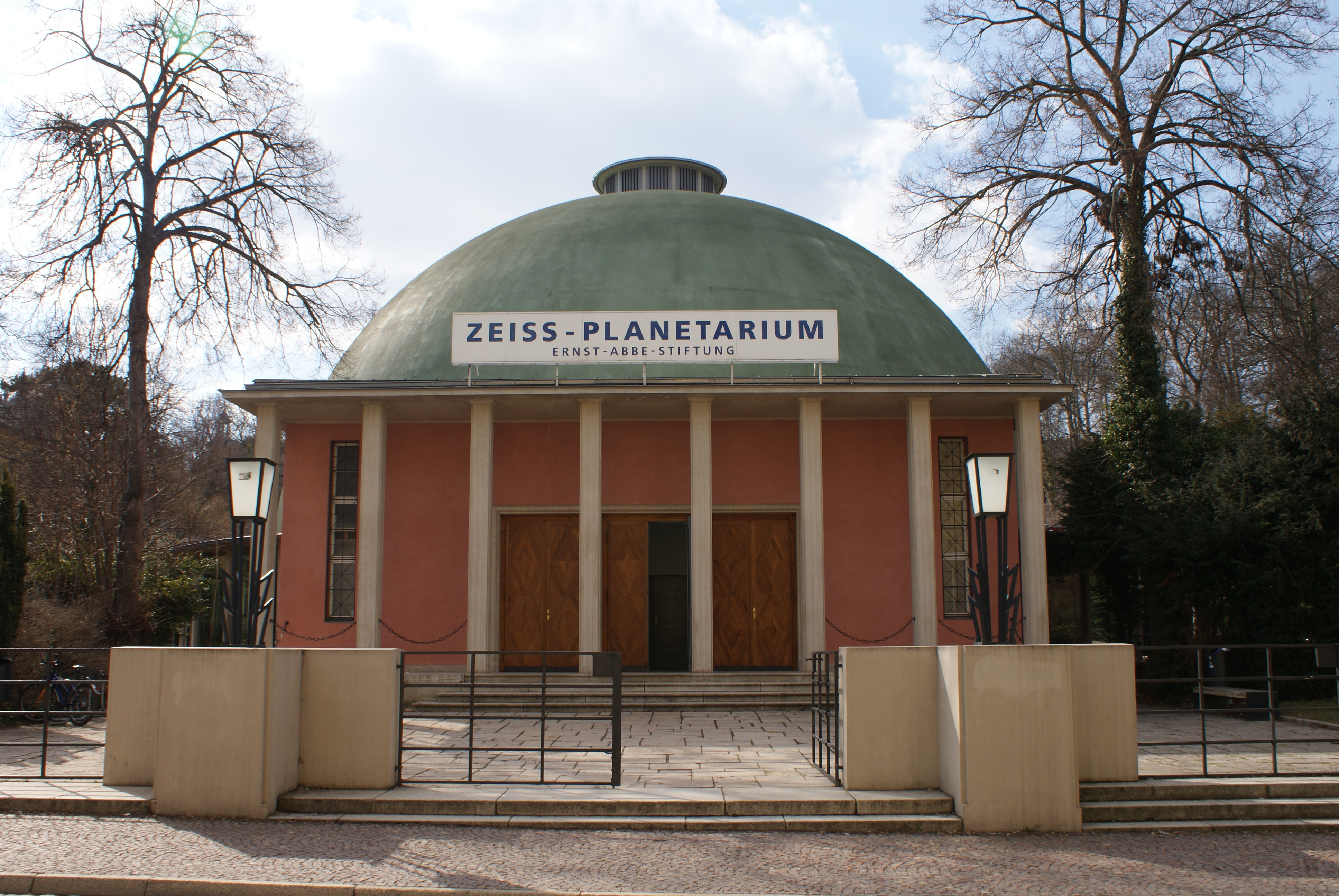
قبة زايس السماوية في ينا ، ألمانيا (2013)

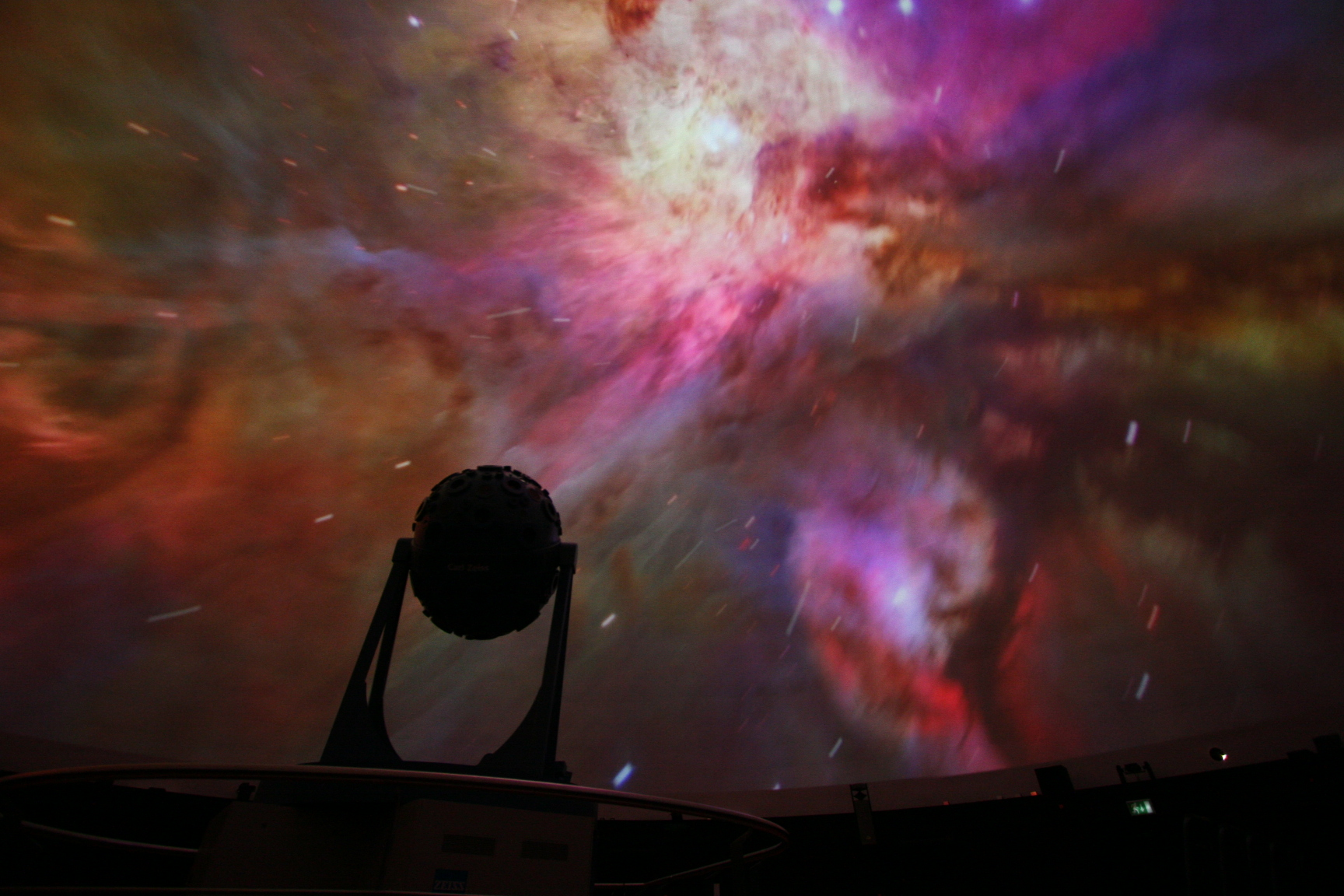
جهاز العرض ADLIP تحت قبة يينا السماوية.

قبة يينا السماوية  Planitarium Jena أو زايس بلانيتاريوم هي أقدم قبة سماوية في العالم، وهي دار لعرض النجوم، أفتتحت في 18 يوليو 1926 في مدينة ينا بألمانيا. تسمى أيضا «زايس بلانيتاريوم» نسبة لكارل زايس الذي ابتكر بصريات من الدرجة الأولى وله شركة باسمه اصنع البصريات. القبة السماوية في يينا عبارة عن صالة مستديرة يعلوها سقف أبيض في شكل القبة. تحت السقف يوجد جهاز خاص يعكس أضواءا على السقف المظلم فتبدو بأشكال النجوم السماوية وتجمعاتها وتوزيعها بدقة، وتظهر كذلك الكوكبات المختلفة. الزائرون يجلسون تحت القبة المظلمة في دوائر حول الجهاز الضوئي، ويتمتعون برؤية صور سماوية مختلفة منعكسة على سقف القبة من الداخل.
تقوم برعاية وتشغيل القبة «الجمعية الخيرية إيرنست- آبي».

## تاريخها

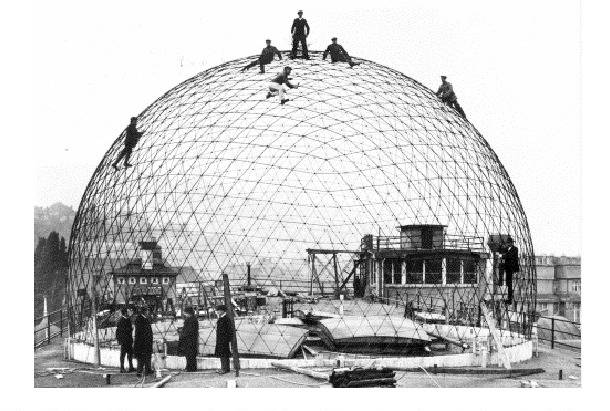
بناء القبة المؤقته في يينا (بداية عام 1924)

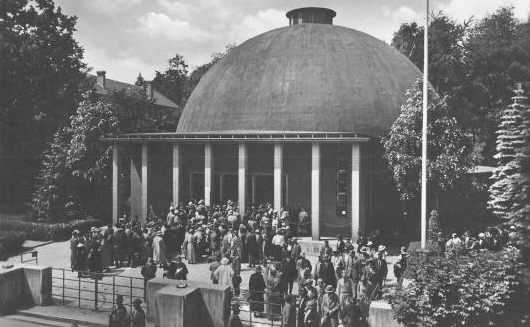
بلانيتاريوم يينا (1926)

بعد إنشاء المتحف الألماني في ميونيخ في ألمانيا، وهو متحف علمي في سنة 1912، بدأ في عام 1913 التفكير في مشروع بناء قبة فلكية تقوم بعرض النجوم للجمهور بالمتحف. وقام صاحب الفكرة «أوسكار فون ميلر» بتوكيل أمر صناعة جهاز العرض إلى شركة كارل زايس الخاصة بصناعة البصريات الموجودة في مدينة يينا. وقام «فالتر باورزفيلد» بتصنيع جهازا للعرض، وهو Modell I وانتهى من تصنيعه في عام 1924 . وشيد الجهاز في المتحف الألماني بميونيخ في عام 1924.
بدأ العرض الأول في نهاية يوليو 1924 تحت سقف مؤقت وزار العرض أكثر من 80.000 من الزائرين. وكان السقف المؤقت فوق مصنع زايس للبصريات. وكان شغف الجمهور برؤية ما سمي أنذاك «بعجيبة يينا» مما جعل الشركة تفكر في إنشاء قبة ومبى خاص للعرض. وفي نهاية عام 1924 بدأ بناء القبة الخاصة بمقاس 25 متر، وعدّل جهاز العرض إلى «الموديل II». قامت مدن أخرى في ألمانيا ببناء قبب فلكية لها، فيي عام 1926 أفتتحت قبة فوبرتال-بارمين، وفي لايبزيغ ودوسلدورف، ثم افتتح في نفس السنة بلانيتاريوم زايس في يينا، فكان رابع قبة سماوية تقام على مستوى العالم.

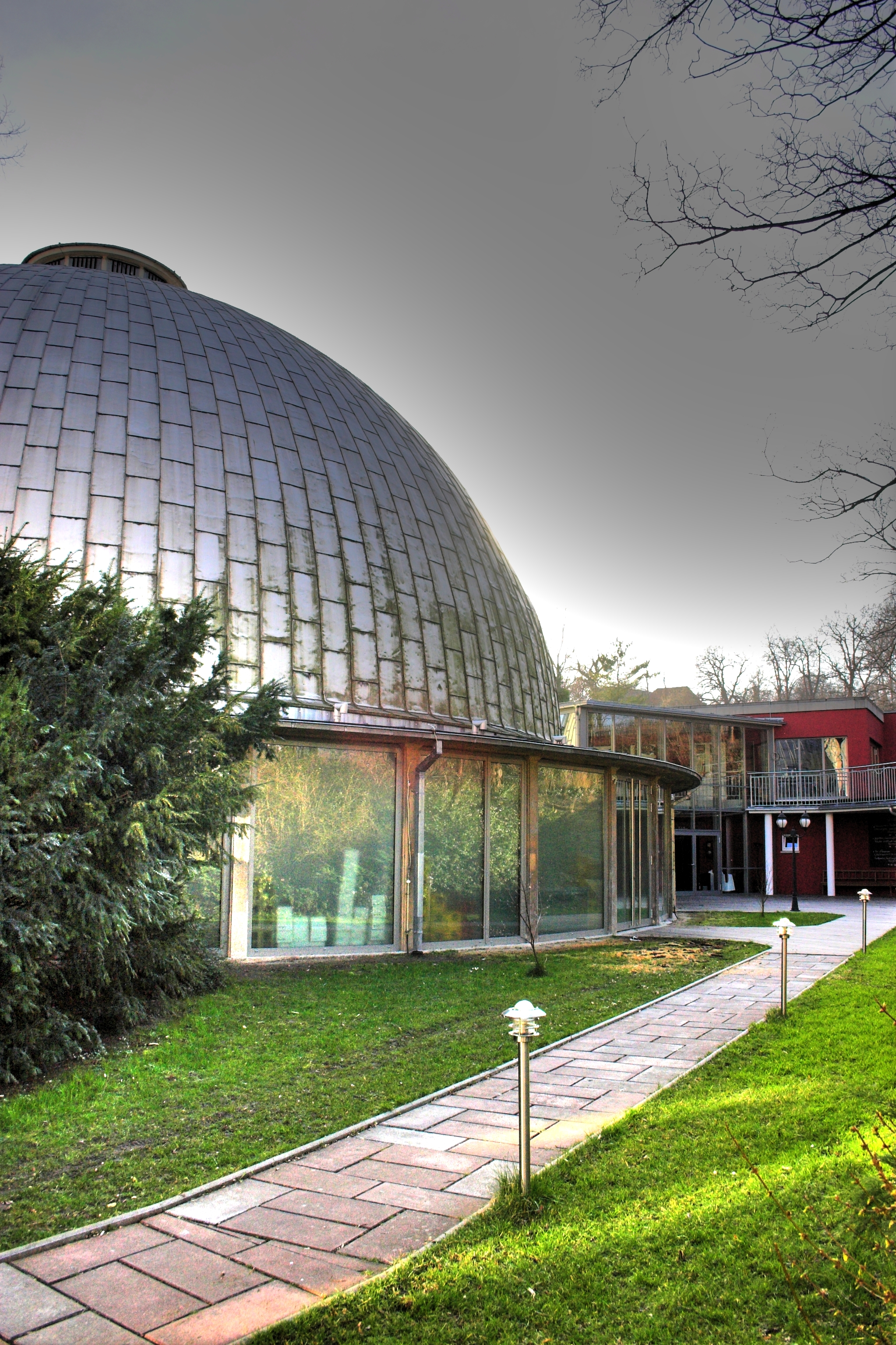
Seitenansicht

في عامي 1985/1984 قامت المدينة بتوسيع مبنى البلانيتاريوم وتحسين التقنية. وأدخل نظام للتحكم بالحاسوب وتبادل الخبرات مع دول الاتحاد السوفييتي مما طور من برامج العرض. وبعد تحقيق الوحدة الألمانية في عام 1989 طورت التقنية في عام 1993 بما يسمى عرض «كل السماء» All-Sky . وفي عام 1996 أنتهى العرض بالجهاز ذي كرتين وبدأ العرض بجهاز ذي كرة واحدة من نوع «زايس كوسموراما» وهو أيضا مصنع شركة كارل زايس. ثم أضيف إليها في عام 2006 جهاز للعرض الليزري. وأصبحت قبة يينا السماوية هي أول قبة سماوية شاملة تعمل بالليزر على مستوى أوروبا.

## برامج العرض
يتمتع بلانيتاريوم يينا بتاريخ طويل في العروض التي يقدمها، فشركة كارل زايس التي تمده بأحدث التقنيات البصرية والليزرية مقيمة في المدينة. فبالإضافة إلى العروض الحية للنجوم والكوكبات أصبح لدي بلانيتاريوم يينا عروضا كثيرة تدخل فيها وسائط عرض مختلفة تفي بالأغراض التعليمية والأغراض الترفيهية. وتعمل على زيادة السياحة إلى يينا.

## الصوتيات
ألحقت قبة يينا السماوية  بأجهزة صوتية لتجسيم الصوت 3D-Sound-System ، وهي تقنية جديدة على مستوى العالم، قام بابتكارها معهد فراونهوفر لتقنية الوسائط الرقمية IDMT ، لتنفيذها تحت قبة hgبلانيتاريوم. وهو نظام يعطي للمشاهد شعورا فريدا، حيث أنه قائم على ما يسمى «توليف المجالات الموجية» Wellenfeldsynthese .

## اقرأ أيضا
- قبة هامبورغ السماوية
- قبة أدلر السماوية
- أسطرلاب
- ساعة فلكية
- قبة فلكية
- قبة سماوية
- قائمة القبب السماوية في ألمانيا
- قبة كارل زايس السماوية بشتوتجارت
- القبة الفلكية في بغداد